# NGC 7116
NGC 7116 ist eine Spiralgalaxie vom Hubble-Typ Sbc im Sternbild Schwan am Nordsternhimmel. Sie ist schätzungsweise 168 Millionen Lichtjahre von der Milchstraße entfernt.
Das Objekt wurde am 9. September 1863 von dem deutschen Astronomen Albert Marth entdeckt und später von Johan Dreyer in seinen New General Catalogue aufgenommen.